# Fremdkörperreaktion
Fremdkörperreaktionen sind durch feste, meist körperfremde Substanzen (Fremdkörper, lat. Corpus alienum) innerhalb des Organismus ausgelöste unerwünschte lokale immunologische Reaktionen.

## Beschreibung

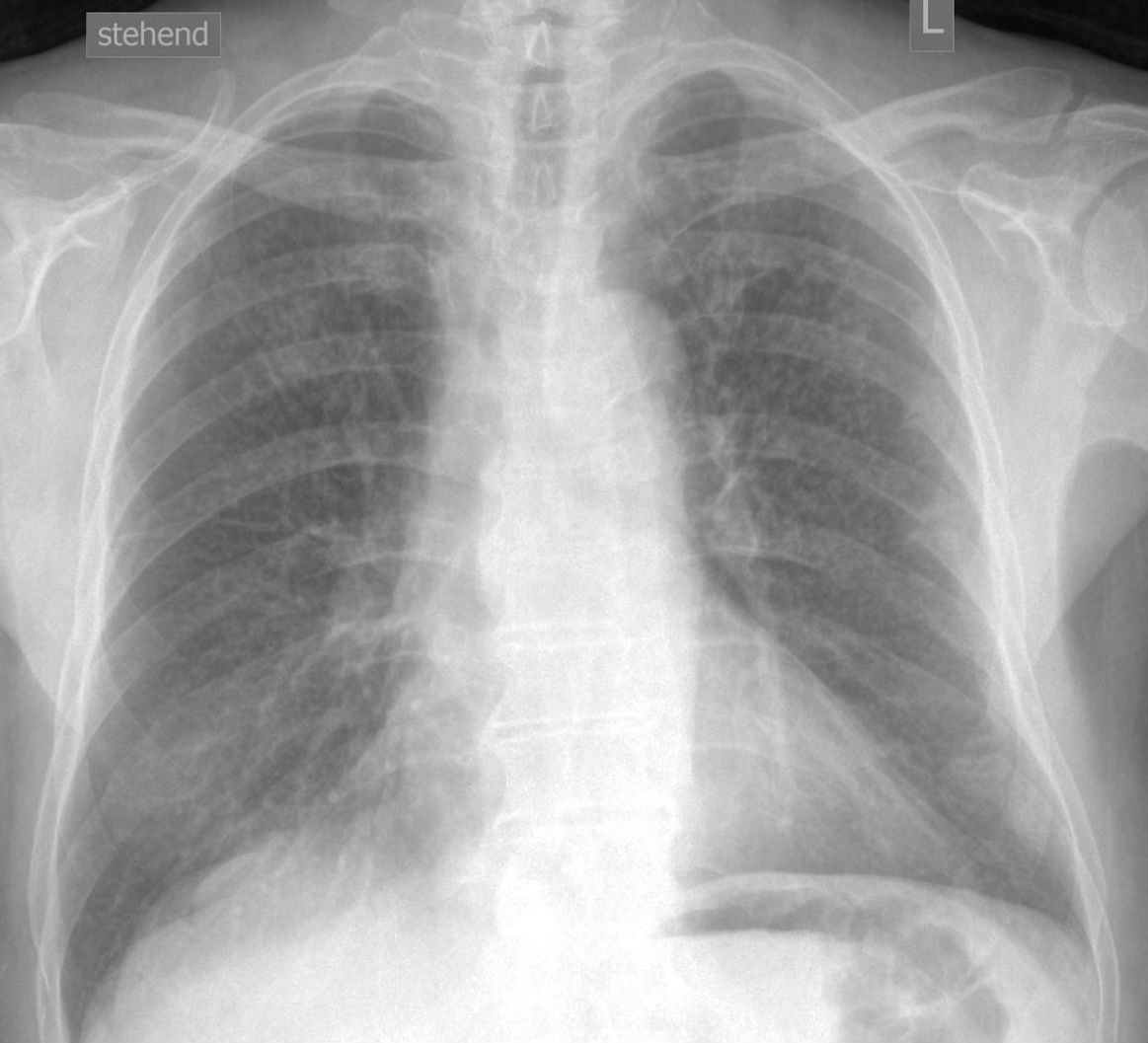
Röntgenaufnahme eines an Silikose erkrankten Mannes

Fremdkörper können auf unterschiedlichen Wegen in einen Organismus gelangen. Typische Wege sind über die Atmung (Beispiele: Asbestfasern, quarzhaltiger Staub), Unfälle mit offenen Wunden oder parenteral (meist iatrogen, das heißt durch ärztliche Maßnahmen, wie beispielsweise Implantationen, bedingt).
Zellen des mononuklären Phagozytensystems (MPS, ein unspezifisches zelluläres Abwehrsystem mit Eliminationsfunktion) versuchen die Fremdkörper zu beseitigen. Dabei bilden sich – insbesondere bei Fremdkörpern aus biologisch schlecht abbaubaren Substanzen – Fremdkörpergranulome. Diese nicht-infektiösen Granulome sind knotenartige Gewebeneubildungen, die aus Epitheloidzellen, mononukleären Zellen oder Riesenzellen bestehen, die sich um den Fremdkörper legen und diesen einkapseln.
Die Fremdkörper können beispielsweise kristalline oder amorphe Kunststoffe, Metalle oder Naturstoffe sein. In den meisten Fällen sind die Fremdkörper exogenen Ursprungs, das heißt, sie sind von außen in den Körper gelangt. Eine spezielle Form der Fremdkörperreaktion wird durch endogene „Fremdkörper“ hervorgerufen. Dies ist unter anderem das Cholesteringranulom, das durch Cholesterinkristalle hervorgerufen wird, sowie die durch Harnsäurekristalle verursachte Gicht.
Die durch den Fremdkörper ausgelösten chronischen Entzündungsreaktionen können langfristig zu einer Entartung der Zellen und somit zur Entstehung von Krebs führen. Dies ist beispielsweise häufig bei einer Asbestose zu beobachten, die zu einem Pleuramesotheliom (Lungenfellkrebs) führen kann.
Die Wechselwirkungen partikulärer Fremdkörper mit dem Organismus lassen sich in vielen Fällen nicht vorhersagen und werden daher häufig im Tiermodell untersucht. So sind beispielsweise Titanweiß oder auch Ruß beziehungsweise Kohlenstaub unlöslich und chemisch inert und führen weder zu Entzündungsreaktionen noch zu Schädigungen der Makrophagen beziehungsweise des Lysosoms. Die exogenen Partikel werden in den Histozyten eingelagert. Im Fall der Kohlenstoffpartikel werden diese Zellen schwarz pigmentiert (anthrakotisches Pigment). Das Lungengewebe von Bergleuten, die Kohlenstaub ausgesetzt sind, ist häufig tiefschwarz pigmentiert. Diese Ablagerungen führen – sofern es sich nur um Kohlenstaub handelt – nicht zu pathologischen Veränderungen der Zellen oder des umgebenden Gewebes.
Auch kristallines Siliciumdioxid und Bariumsulfat sind unlöslich und chemisch inert. Inhalierte Stäube kristallinen Siliciumdioxids (Quarz) können aber zu der bei Bergleuten gefürchteten Silikose, einer Fremdkörperreaktion, führen. Bariumsulfat ist ein seit vielen Jahrzehnten bewährtes und bei oraler Gabe ungefährliches Röntgenkontrastmittel. Wird es versehentlich intraperitoneal (in die Bauchhöhle) appliziert, so ist dieser Irrtum in 20 bis 50 Prozent der Fälle letal.
Biokompatible Materialien, wie sie in der Praxis für Implantate verwendet werden, rufen nur ein moderates Maß an langfristigen Fremdkörperreaktionen hervor. In diesen Fällen spricht man von Biomaterialien.
Auch bestimmte Öle und Wachse, wie beispielsweise Paraffin oder Vaseline können Fremdkörperreaktionen, in Form von Lipidgranulomen auslösen.

## Beispiele

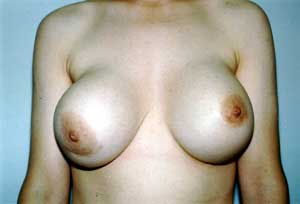
Eine Kapselfibrose ist eine Fremdkörperreaktion – in diesem Fall auf ein Silikonimplantat.

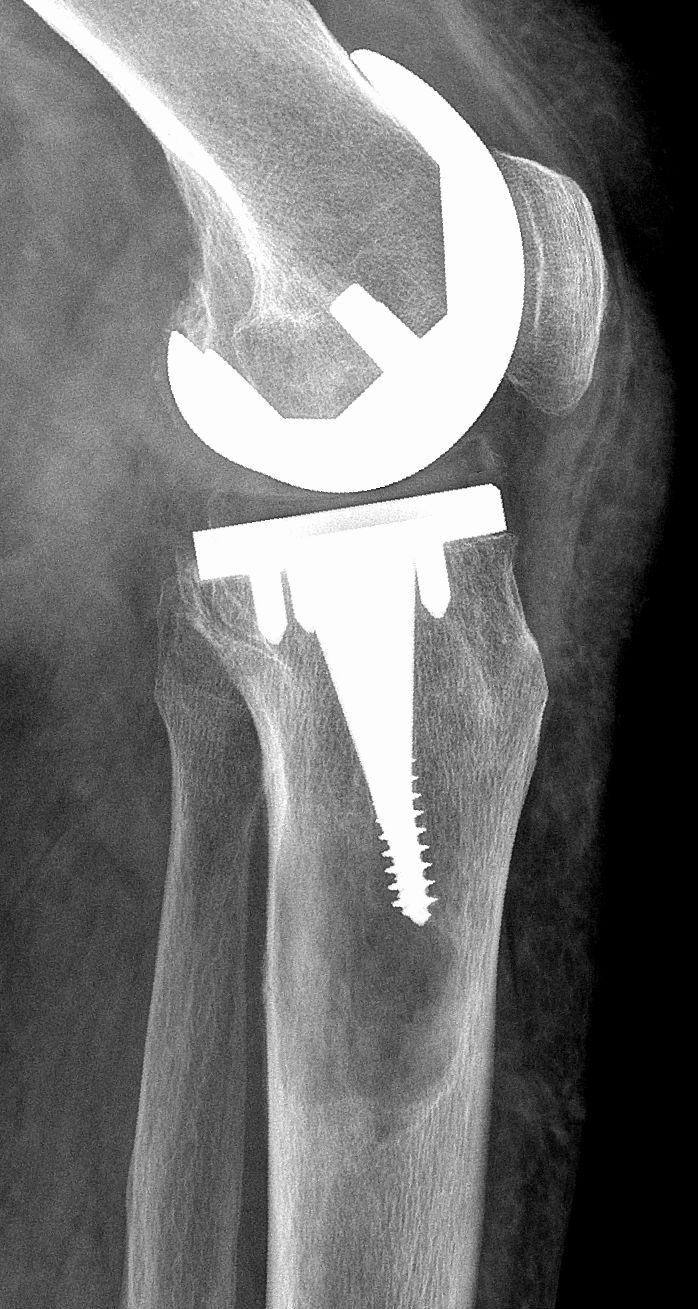
Großes Fremdkörpergranulom im Schienbein um die Spitze der Verankerung einer Knieprothese. Man sieht im Röntgenbild, dass in dieser Zone die normale Knochenstruktur aufgelöst ist.

- Das Einatmen quarzhaltiger Mischstäube kann zu einer Anthrakosilikose (einer Staublungenkrankheit Pneumokoniose) führen. Diese Erkrankung ist durch eine perivasale Granulombildung mit hyaliner Fibrose charakterisiert.
- Die Asbestose ist eine unspezifische, chronisch-entzündliche Fremdkörperreaktion.[7]
- Die schlechte Biokompatibilität von Implantaten kann zu starken Entzündungsreaktionen mit chronischen Schmerzen führen. Dies ist beispielsweise bei der Leistenbruchoperation eine relativ häufige Komplikation, die zu extremen Schmerzen führen kann.[8]
- Bis zur Entwicklung von biokompatiblen Implantaten führten konventionelle Implantate zur Therapie eines Atriumseptumdefektes häufig zu Fremdkörperreaktionen, die sich durch eine verstärkte Proliferation von Bindegewebe, Thromboembolien und Perforationen im Bereich des Implantates äußerten.[9]
- Die sogenannte In-Stent-Restenose ist eine Fremdkörperreaktion auf einen Stent in Form einer Intimahyperplasie. Bis zur Entwicklung der intrakoronaren Kurzzeitbestrahlung mittels Brachytherapie[10] war die In-Stent-Restenose eine gefürchtete Komplikation nach der Implantation eines Stents, die in Form einer akuten, subakuten oder späten Stentthrombose häufig zum Tode des Patienten führte. Mittlerweile gibt es auch drug-eluting stents (DES), die anti-proliferative Wirkstoffe – wie beispielsweise Sirolimus, Paclitaxel oder Zotarolimus – freisetzen.[11] Mit beiden Ansätzen wird die Proliferation im Bereich des Implantates unterdrückt.[12][13] Neuere Konzepte arbeiten mit bioresorbierbaren Stents, beispielsweise auf der Basis von Polylactaten (PLA) oder spezieller Magnesiumlegierungen.
- Im Zusammenhang mit Brustvergrößerungen sind Kapselfibrosen eine Fremdkörperreaktion des Organismus auf das Implantat. Es sind die häufigsten Komplikationen nach Implantation von Silikon-Brustimplantaten. Die Inzidenz liegt bei etwa 4 Prozent nach zwei Jahren und 15 Prozent nach zehn und mehr Jahren.[14][15][16][17]
- In Modellorganismen können glattflächige Implantate, beispielsweise aus Nylon, Glas oder Polyester als Folge einer Fremdkörperreaktion zu Sarkomen führen. Dabei spielt nicht das Material, sondern nur seine Oberflächenbeschaffenheit (glatt) eine Rolle.[17]
- Auch der Abrieb von Prothesen, wie beispielsweise bei einer Gelenkprothese, kann zu Fremdkörperreaktionen führen. Insbesondere die Gelenkpfanne – meist aus Polyethylen gefertigt – neigt zu Abrieb, der die Synovia reizt und so zu einer Synovitis prothetica führen kann. Innerhalb von zehn Jahren führt dies bei 25 Prozent der Gelenkprothesen zu einer Lockerung der Gelenkpfanne.[1]
- Eine verschluckte Fischgräte kann in bestimmten Fällen eine Fremdkörperreaktion in Form eines Fremdkörpergranuloms hervorrufen.[18]

## Weiterführende Literatur
- N. J. Hallab und J. J. Jacobs: Biologic effects of implant debris. In: Bull NYU Hosp Jt Dis 67, 2009, S. 182–188. PMID 19583551 (Review)
- P. Thevenot u. a.: Surface chemistry influences implant biocompatibility. In: Curr Top Med Chem 8, 2008, S. 270–280. PMID 18393890 (Review)
- J. M. Anderson u. a.: Foreign body reaction to biomaterials. In: Semin Immunol 20, 2008, S. 86–100. PMID 18162407 (Review) PMC 2327202 (freier Volltext)
- D. T. Luttikhuizen u. a.: Cellular and molecular dynamics in the foreign body reaction. In: Tissue Eng 12, 2006, S. 1955–1970. PMID 16889525 (Review)